# Pierre Barbizet
Pour les articles homonymes, voir Barbizet.
Pierre Barbizet  né à Arica (Chili) le 12 septembre 1922 et mort le 19 janvier 1990 à Marseille est un pianiste et pédagogue musical français. Il est connu pour avoir été le partenaire du violoniste Christian Ferras et pour avoir dirigé de 1963 jusqu'à sa mort le conservatoire de Marseille qui depuis porte son nom.

## Biographie
Né le 12 septembre 1922 à Arica, dans l'extrême nord du Chili, non loin de la frontière péruvienne Pierre Barbizet, dont le père est un industriel français expatrié, passe sa petite enfance dans sa ville natale puis à Santiago,. À l'âge de six ans, il découvre le piano et la musique de chambre avec sa mère, violoniste. Il en disait : « Par ma mère, j'ai connu la musique en la touchant, en la tripotant comme un enfant tripote le sein maternel ; j'ai connu la musique au sens biblique du mot. »
Adolescent, il étudie le piano au conservatoire de Marseille, puis à celui de Paris où il obtient son premier prix de piano en 1944 dans la classe d'Armand Ferté. Il est élève au lycée Thiers.
Diplômé de piano, d'histoire de la musique et de musique de chambre, il se produit régulièrement au Gay Relais, un cabaret de Pigalle, où il retrouve ses amis Pierre Petit et Samson François. Avec ce dernier, il enregistrera bien plus tard, en 1960, un récital d'œuvres de Chopin chez EMI, ainsi que des pièces de Ravel et Debussy. Concertiste, jazzman, pédagogue, ce musicien dont la devise était « tout prendre au sérieux, sauf soi-même n'aura de cesse de marier les genres.
En 1948, il obtient le premier prix du concours international de Scheveningen (La Haye). Il y rencontre le violoniste Christian Ferras, de onze ans son cadet, avec lequel il formera un duo célèbre jusqu'au suicide de ce dernier en 1982. Ensemble, ils enregistreront notamment l'intégrale des sonates de Beethoven en 1958 chez EMI, mais également des sonates de Brahms, Debussy, Fauré et Franck.

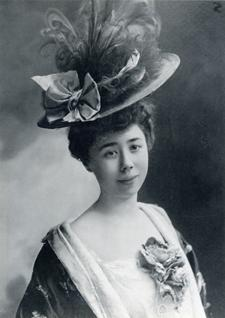
La pianiste Marguerite Long (1874-1966) a exercé une forte influence sur Pierre Barbizet

En 1949, il est lauréat du concours international Marguerite Long. Pierre Barbizet est reçu à de nombreuses reprises par Marguerite Long, qui complète sa formation. C'est toujours avec truculence et émotion qu'il évoquera cette grande pianiste. 
En musique de chambre, Pierre Barbizet collabore également avec le flûtiste Jean-Pierre Rampal, le pianiste Jean Hubeau, le violoniste Jean-Pierre Wallez et le quatuor Parrenin.
En 1987, Georges Farret recueille le témoignage de Pierre Barbizet sur Christian Ferras : « Ferras et moi, nous resterons comme les interprètes qui ont toujours cherché à faire vivre ce qui est écrit, en particulier dans la sonate de Debussy et dans celle d'Enesco. Mon espoir, c'est que nos enregistrements feront progresser les jeunes qui sentiront la réalité du texte. »
Pour piano seul, il enregistre des œuvres de Chausson, Debussy, Fauré ou encore Schumann. On peut notamment citer son intégrale d'Emmanuel Chabrier (Erato), son anthologie De Couperin à Ravel (Lyrinx), ses six Moments musicaux — accompagnés de trois Klavierstücke — de Schubert (Lyrinx) ou encore son dernier enregistrement, dans lequel il interprète trois sonates de Beethoven (Lyrinx).
En 1963, il est nommé directeur du conservatoire de Marseille, où il enseigne. Il le dirigera 26 années durant, jusqu’à sa mort le 19 janvier 1990 à Marseille. 
Parmi ses nombreux élèves, on remarque entre autres Hélène Grimaud, Frédéric Aguessy, Philippe Cassard, Jean-Yves Thibaudet, Bernard d'Ascoli, Joël Rigal, Bernard Paul-Reynier, Véronique Roux et Pierre Morabia. Le violoniste Laurent Korcia, s'il n'a pas été son élève, est resté profondément reconnaissant de son mentor qui l'a parrainé dès ses onze ans.
Dans son livre Variations sauvages, Hélène Grimaud évoque son professeur en ces termes : « Il était quelqu'un que l'on appelait spontanément Maître, parce qu'il l'était. [...] D'emblée, j'ai été happée par la merveilleuse sympathie qui existait entre Pierre Barbizet et la musique, très vite, j'ai eu faim de ses cours. Il m'a mise en appétit de musique et même en dévotion. »

## Décorations
- Chevalier de la Légion d'honneur
- Officier de l'ordre des Arts et des Lettres (1981)[8]